# Włośniak srebrzystoosłonowy
Włośniak srebrzystoosłonowy Mallocybe leucoblema (Kühner) Matheny & Esteve-Rav. – gatunek grzybów należący do rodziny strzępiakowatych (Inocybaceae).

## Systematyka i nazewnictwo
Pozycja w klasyfikacji według Index Fungorum: Mallocybe, Inocybaceae, Agaricales, Agaricomycetidae, Agaricomycetes, Agaricomycotina, Basidiomycota, Fungi.
Po raz pierwszy opisał go w 1956 r. Robert Kühner nadając mu nazwę Inocybe leucoblema. W 2019 r. P.D. Matheny i F. Esteve-Rav. przenieśli go do rodzaju Mallocybe.
Nazwę polską zarekomendowała Komisja ds. Polskiego Nazewnictwa Grzybów w 2021 r.

## Morfologia
Kapelusz początkowo wypukły, potem prawie płaski, brązowy, pokryty białymi, srebrzystymi włókienkami zasnówki. Blaszki grube, brązowe, bardzo wąsko przyrośnięte. Trzon o wymiarach 2,2–6 cm × 7–10 mm, nierówny, brudnożółtawy, jedwabisty lub piaskowy, biały lub białawy. Miąższ prawie bez zapachu. Zarodniki 9–11,5 × 5–5,7 µm.

## Występowanie i siedlisko
Znane jest występowanie włośniaka srebrzystoosłonowego w wielu krajach Europy, w niektórych miejscach w Azji i na nielicznych stanowiskach w Ameryce Północnej. W Polsce jego stanowiska podano w Kampinoskim Parku Narodowym w 2015 roku. Bardziej aktualne stanowiska podaje internetowy atlas grzybów.
Naziemny grzyb mykoryzowy. Występuje w lasach świerkowych.